# محمد نجيب عبد الله
محمد نجيب عبد الله شعبان ويفي ويشتهر محمد نجيب عبد الله (مواليد 26 يونيو 1974 في الدنمارك) هو كاتب وطبيب بشري مصري. له مؤلفات قصصية مختلفة، ترجم منها مجموعته القصصية «ما قبل وفاة ملك» للغتين الإيطالية والفرنسية. وفي مجال الطب، حصل على درجتي الماجستير والدكتوراه (عام 2007) في مجال الأمراض الباطنة من كلية الطب بجامعة القاهرة ويعمل أستاذ أمراض الباطنة بكلية الطب جامعة القاهرة.

## مؤلفاته
| م  | العمل                        | عام الإصدار | الناشر                    | عدد الصفحات | رقم تعريفي                             | مراجع         |
| -- | ---------------------------- | ----------- | ------------------------- | ----------- | -------------------------------------- | ------------- |
| 1  | ما قبل وفاة ملك              | 2005        | دار الرواق للنشر والتوزيع | 155         | (ردمك 9776148069)                      | [ 6 ] [ 7 ]   |
| 2  | عندما تموت القطط             | 2007، 2011  | دار أكتب للنشر والتوزيع   | 107         |                                        | [ 8 ] [ 9 ]   |
| 3  | العزف على أوتار بشرية        | 2008        | دار أكتب للنشر والتوزيع   | 130         |                                        | [ 1 ] [ 10 ]  |
| 4  | أسفكسيا: "أن تذوب عشقا"      | 2011        | دار الرواق للنشر والتوزيع | 208         |                                        | [ 11 ] [ 12 ] |
| 5  | المبتعدون لكي يقتربوا        | 2012        | دار أكتب للنشر والتوزيع   | 300         |                                        | [ 13 ] [ 14 ] |
| 6  | كريستال                      | 2014        | مجموعة النيل العربية      | 105         | (ردمك 9789773771670)                   | [ 15 ] [ 16 ] |
| 7  | شيروفوبيا                    | 2014        | دار الرواق للنشر والتوزيع | 192         | (ردمك 9789775153388، وردمك 9775153387) | [ 17 ] [ 18 ] |
| 8  | متاعب الجهاز الهضمي في رمضان | 2014        | دار أخبار اليوم           | 96          | (ردمك 9789770816325)                   | [ 19 ] [ 20 ] |
| 9  | العابر                       | 2016        | دار الرواق للنشر والتوزيع | 140         | (ردمك 9789775153777)                   | [ 21 ] [ 22 ] |
| 10 | بوابة سليمان                 | 2018        | دار الرواق للنشر والتوزيع | 359         | (ردمك 9789778240382، وردمك 9778240388) | [ 23 ] [ 24 ] |

## العضويات
- عضو اتحاد كتاب مصر[1][4]

- عضو نادي القصة بنادي الصيد[1][4]
- عضو النشاط الأدبي بنادي 6 أكتوبر[1][4]
- عضو الجمعية المصرية لدراسة أمراض الكبد والجهاز الهضمي (كطبيب)[3]
- عضو الجمعية الأوروبية لمناظير الجهاز الهضمي (كطبيب)[3]
- عضو الجمعية العربية لدراسة السكر والميتابوليزم (كطبيب)[3]